# Conteville (Sena Marítim)
Conteville és un municipi francès situat al departament del Sena Marítim i a la regió de Normandia. L'any 2007 tenia 472 habitants.

## Demografia

### Població
El 2007 la població de fet de Conteville era de 472 persones. Hi havia 179 famílies de les quals 45 eren unipersonals (12 homes vivint sols i 33 dones vivint soles), 61 parelles sense fills, 65 parelles amb fills i 8 famílies monoparentals amb fills.
La població ha evolucionat segons el següent gràfic:
Habitants censats

### Habitatges
El 2007 hi havia 229 habitatges, 183 eren l'habitatge principal de la família, 25 eren segones residències i 21 estaven desocupats. 226 eren cases i 2 eren apartaments. Dels 183 habitatges principals, 141 estaven ocupats pels seus propietaris, 40 estaven llogats i ocupats pels llogaters i 2 estaven cedits a títol gratuït; 1 tenia una cambra, 10 en tenien dues, 40 en tenien tres, 50 en tenien quatre i 82 en tenien cinc o més. 135 habitatges disposaven pel capbaix d'una plaça de pàrquing. A 94 habitatges hi havia un automòbil i a 68 n'hi havia dos o més.

### Piràmide de població
La piràmide de població per edats i sexe el 2009 era:
| Homes | Edats   | Dones |
| ----- | ------- | ----- |
| 0     | 95 o +  | 0     |
| 0     | 90 a 94 | 0     |
| 0     | 85 a 89 | 4     |
| 0     | 80 a 84 | 8     |
| 12    | 75 a 79 | 4     |
| 16    | 70 a 74 | 16    |
| 12    | 65 a 69 | 20    |
| 16    | 60 a 64 | 8     |
| 4     | 55 a 59 | 8     |
| 4     | 50 a 54 | 4     |
| 16    | 45 a 49 | 12    |
| 20    | 40 a 44 | 12    |
| 16    | 35 a 39 | 4     |
| 20    | 30 a 34 | 20    |
| 24    | 25 a 29 | 16    |
| 12    | 20 a 24 | 16    |
| 16    | 15 a 19 | 8     |
| 8     | 10 a 14 | 8     |
| 4     | 5 a 9   | 20    |
| 20    | 0 a 4   | 20    |

## Economia
El 2007 la població en edat de treballar era de 297 persones, 218 eren actives i 79 eren inactives. De les 218 persones actives 192 estaven ocupades (107 homes i 85 dones) i 26 estaven aturades (11 homes i 15 dones). De les 79 persones inactives 23 estaven jubilades, 33 estaven estudiant i 23 estaven classificades com a «altres inactius».

### Ingressos
El 2009 a Conteville hi havia 205 unitats fiscals que integraven 525,5 persones, la mediana anual d'ingressos fiscals per persona era de 14.599 €.

### Activitats econòmiques
Dels 13 establiments que hi havia el 2007, 2 eren d'empreses extractives, 2 d'empreses de fabricació d'altres productes industrials, 4 d'empreses de construcció, 3 d'empreses de comerç i reparació d'automòbils, 1 d'una empresa de transport i 1 d'una empresa immobiliària.
Dels 3 establiments de servei als particulars que hi havia el 2009, 2 eren fusteries i 1 lampisteria.
L'any 2000 a Conteville hi havia 26 explotacions agrícoles que ocupaven un total de 1.026 hectàrees.

## Equipaments sanitaris i escolars
El 2009 hi havia una escola maternal integrada dins d'un grup escolar amb les comunes properes formant una escola dispersa.

## Poblacions més properes
El següent diagrama mostra les poblacions més properes.